# Tephrosia grandiflora
Tephrosia grandiflora là một loài thực vật có hoa trong họ Đậu. Loài này được (Aiton) Pers. miêu tả khoa học đầu tiên.